# Hohenberg-Kohn-Theorem
Das Hohenberg-Kohn-Theorem von Pierre Hohenberg und Walter Kohn
(1964) besagt in der Quantenmechanik, dass die Eigenschaften eines Systems von Elektronen im Grundzustand (z. B. ein einzelnes Atom, Molekül oder Festkörper) vollständig von der Elektronendichte des Systems bestimmt sind. Das Theorem ist die Grundlage der Dichtefunktionaltheorie (DFT), die u. a in der Quantenchemie ein wichtiges Werkzeug zur Berechnung von Moleküleigenschaften ist.
Das Theorem besteht aus zwei Teilen (manchmal als Hohenberg-Kohn-Theoreme, HK1 und HK2 bezeichnet). Der erste Teil besagt, dass von der Elektronendichte im Grundzustand des Systems eindeutig (bis auf eine additive Konstante) auf das elektrische Potential geschlossen werden kann, das auf alle Elektronen wirkt. Das bedeutet, dass der Hamiltonoperator in der Schrödingergleichung und damit auch die zeitliche Entwicklung des Systems und alle seine weiteren Eigenschaften festgelegt sind. Diese Erkenntnis hatte schon Paul Dirac um 1930 formuliert, was damals aber keine weitere Beachtung fand. Der zweite Teil besagt, dass bei Variation der Elektronendichte in einem gegebenen System nur Zustände mit höherer Energie als der Energie des Grundzustandes gebildet werden können. Mithin kann man durch systematische Variation der Elektronendichte den Grundzustand und seine Energie näherungsweise bestimmen.
In dieser einfachen Formulierung gelten die Theoreme nur, wenn der Grundzustand des Systems nicht entartet ist – für diesen Fall können sie allerdings erweitert werden. Der Fall von zeitlich veränderlichen Elektronendichten wird vom Runge-Gross-Theorem abgedeckt.

## Beweis
Im folgenden Widerspruchsbeweis für den 1. Teil des Theorems betrachten wir ein System mit nicht entartetem Grundzustand. Es gelten folgende Annahmen:
- Das System habe den Hamiltonoperator {\displaystyle {\hat {H}}_{1}={\hat {V}}_{1}+{\hat {U}}+{\hat {T}}}, wobei
  - {\displaystyle {\hat {V}}_{1}=} die potentielle Energie der Elektronen aufgrund des örtlichen Potentials {\displaystyle V_{1}(\mathbf {r} )};
  - {\displaystyle {\hat {T}}=} die kinetische Energie der Elektronen;
  - {\displaystyle {\hat {U}}=} die elektrostatische Abstoßung der Elektronen untereinander.
- Für diesen Hamiltonoperator sei der Grundzustand des Systems durch {\displaystyle {\hat {\rho }}_{1}} gegeben. Da dieser Zustand nicht entartet sein soll, gilt {\displaystyle {\hat {\rho }}_{1}=|\Psi _{1}\rangle \langle \Psi _{1}|} für eine Wellenfunktion {\displaystyle \Psi _{1}};
- Die zum Grundzustand zugehörige örtliche Elektronendichte sei durch {\displaystyle \rho _{e}(\mathbf {r} )} gegeben.

Anhand dieser Annahmen ist die gesamte Energie {\displaystyle E_{1}} des Systems in Dirac-Notation durch
{\displaystyle E_{1}=\langle \Psi _{1}|{\hat {H}}_{1}|\Psi _{1}\rangle =\langle \Psi _{1}|({\hat {T}}+{\hat {U}})|\Psi _{1}\rangle +\int V_{1}(\mathbf {r} )\rho _{e}({\vec {r}})\mathop {d^{3}} \mathbf {r} }
gegeben oder in der Dichteoperator-Notation kompakter ausgedrückt:
{\displaystyle E_{1}=\mathop {tr} ({\hat {\rho }}_{1}{\hat {H}}_{1})=\mathop {tr} ({\hat {\rho }}_{1}({\hat {T}}+{\hat {U}}))+\int V_{1}(\mathbf {r} )\rho _{e}({\vec {r}})\mathop {d^{3}} \mathbf {r} .}
Das Theorem besagt nun: Die Elektronenedichte {\displaystyle \rho _{e}} ist eindeutig zu diesem einen Grundzustand {\displaystyle {\hat {\rho }}_{1}} assoziiert.
Angenommen, dies sei nicht der fall.
Dann gibt es ein anderes Potential {\displaystyle {\hat {V}}_{2}} im selben Hamiltonoperator, so dass
- der (nicht unbedingt entartete!) Grundzustand, {\displaystyle {\hat {\rho }}_{2}}, des neuen Systems ungleich {\displaystyle {\hat {\rho }}_{1}} ist;[Fn 1] aber
- die örtliche Elektronendichte {\displaystyle \rho _{e}(\mathbf {r} )} bleibt.

Unter den Gegebenen ist der Hamiltonoperator des 2. Systems durch {\displaystyle {\hat {H}}_{2}={\hat {V}}_{2}+{\hat {U}}+{\hat {T}}} gegeben. Da im 1. System der Energieerwartungswert bei jedem anderen Zustand als der Grundzustand strikt über der Grundzustandsenergie {\displaystyle E_{1}} liegt,
folgt die (echte) Ungleichung
{\displaystyle {\begin{aligned}E_{1}=\mathop {tr} ({\hat {\rho }}_{1}{\hat {H}}_{1})&<\mathop {tr} ({\hat {\rho }}_{2}{\hat {H}}_{1})\\&=\mathop {tr} ({\hat {\rho }}_{2}{\hat {H}}_{2})+\mathop {tr} ({\hat {\rho }}_{2}({\hat {H}}_{1}-{\hat {H}}_{2}))\\&=E_{2}+\mathop {tr} ({\hat {\rho }}_{2}({\hat {V}}_{1}-{\hat {V}}_{2}))\\&=E_{2}+\int (V_{1}(\mathbf {r} )-V_{2}(\mathbf {r} ))\rho _{e}(\mathbf {r} )\mathop {d^{3}} \mathbf {r} .\\\end{aligned}}}
Umgekehrt können wir das 2. System mit dem 1. vergleichen.
Für das 2. System brauchen wir die Annahme eines nicht entarteten Grundzustands nicht.
Mit der gleichen Argumentation folgt:
{\displaystyle {\begin{aligned}E_{2}=\mathop {tr} ({\hat {\rho }}_{2}{\hat {H}}_{2})&\leq \mathop {tr} ({\hat {\rho }}_{1}{\hat {H}}_{2})\\&=\mathop {tr} ({\hat {\rho }}_{1}{\hat {H}}_{1})+\mathop {tr} ({\hat {\rho }}_{1}({\hat {H}}_{2}-{\hat {H}}_{1}))\\&=E_{1}+\mathop {tr} ({\hat {\rho }}_{1}({\hat {V}}_{2}-{\hat {V}}_{1}))\\&=E_{1}+\int (V_{2}(\mathbf {r} )-V_{1}(\mathbf {r} ))\rho _{e}(\mathbf {r} )\mathop {d^{3}} \mathbf {r} .\\\end{aligned}}}
Durch Addition der beiden Ungleichungen und, da die erste strikt ist, folgt
{\displaystyle E_{1}+E_{2}<E_{1}+E_{2}.}
Die Annahme war also falsch und das Theorem ist damit bewiesen.